# New Grove Dictionary of Opera
Il New Grove Dictionary of Opera è un dizionario enciclopedico, in inglese, che tratta di opera, considerato uno dei migliori riferimenti generali su questo argomento. Si tratta del più esteso lavoro sull'opera in inglese, e nella versione cartacea conta 5448 pagine in quattro volumi.
Fu pubblicato a Londra nel 1992 da Macmillan, a cura di Stanley Sadie, con contributi di oltre 1300 studiosi. Contiene un totale di 11000 articoli, che trattano di 2900 compositori e 1800 opere. Le appendici includono un indice dei personaggi e un indice degli incipit di arie e altri brani operistici.
Il dizionario è disponibile per la consultazione online, insieme ai ventinove volumi del Grove Dictionary of Music and Musicians.